# مسجد جامع کاشان
مسجد جامع کاشان مربوط به دوره سلجوقیان است و در کاشان، خیابان بابا افضل، محلهٔ میدان کهنه واقع شده و این اثر در تاریخ ۳۰ خرداد ۱۳۱۵ با شمارهٔ ثبت ۲۵۲ به‌عنوان یکی از آثار ملی ایران به ثبت رسیده است.

## پیشینه تاریخی
در لایه‌برداریهای اخیر از گچبریهای محراب دوره سلجوقی، آثار و تزییناتی متعلق به دوره آل بویه کشف و شناسایی شده است. در شبستان تابستانی این بنا که در زیر شبستان زمستانی قرار دارد، طرحهای بسیاز زیبای کاشیکاری دیده می‌شود و در کف این شبستان آثاری از کوره‌های پخت ظروف چینی به وسیله کارشناسان سازمان میراث فرهنگی در گذشته کشف شده است. این بنا دارای گنبد آجری است که احتمالاً پس از زلزله معروف سال ۱۱۹۲هجری قمری که‌این مسجد آسیب فراوانی دید، به وسیله «عبدالرزاق خان کاشی» به صورت اساسی تعمیر و این موضوع در کتیبه خط ثلث در زیر گنبد مسجد به سال ۱۲۰۷ هجری قمری نیز مشخص شده است. مسجد جامع کاشان از کهنسال‌ترین بناهای تاریخی این شهر به شمار می‌رود و بر روی بنایی کهنسال تر پایه‌گذاری شده که به عقیده برخی از کارشناسان قدمت آن مربوط به قبل از اسلام است. برخی دیگر از کارشناسان با توجه به آثارکوره‌های پخت سفال و سایر فضاهای کاوش شده در زیر شبستان‌های مسجد، آن را مربوط به قرون اولیه دوره اسلامی می‌دانند، بنابه برخی روایات تاریخی این مسجد به دستور صفیه خاتون دختر مالک اشتر بنا نهاده شده است.
این مسجد دارای دو قبله می‌باشد که یکی از آنها به دلیل رعایت نشدن جهات دقیق قبله (به گفته متخصصان میراث فرهنگی) از عمد تخریب شده که آثار گچبری بسیار نفیسی بوده که به دلیل اینکه برای نمازگزاران مشتبه نشود محراب دیگری در نزدیکی همان محراب ساخته‌اند اما مردم عامی اعتقاد دارند که این محراب به طرف بیت المقدس بوده و بعد از اینکه قبله در سال دوم هجرت تغییر یافت این محراب تخریب شده است. در محراب دیگر که به سمت مسجدالحرام است آیه تغییر قبله از بیت المقدس به طرف مکه به چشم می‌خورد که خود دلیل بر اعتقاد مردم نسبت به این موضوع است.
گفته می‌شود دراین مسجد سلطان علی بن محمد باقر نمازگزارده، از این رو مردم کاشان این مسجد را بسیار قابل احترام می‌دانند و قدیمی‌ترین کتیبه‌ای که درمسجد وجود دارد به تاریخ ۴۶۶ هجری قمری است که بر روی منار آن آمده است «این منار سومین منار تاریخ دار قدیمی ایران به شمار می‌رود».
این مسجد مرکز بزرگترین و قدیمی‌ترین هیئت مذهبی کاشان (هیئت ابوالفضل کاشان-مشتی) می‌باشد که قدمتی بیش از صد سال دارد.

## معماری
این بنا دارای گنبد آجری با مقصوره و ایوان مرتفع، صحن وسیع و حوض خانه‌ای در وسط و سه شبستان بزرگ است

## نگارخانه

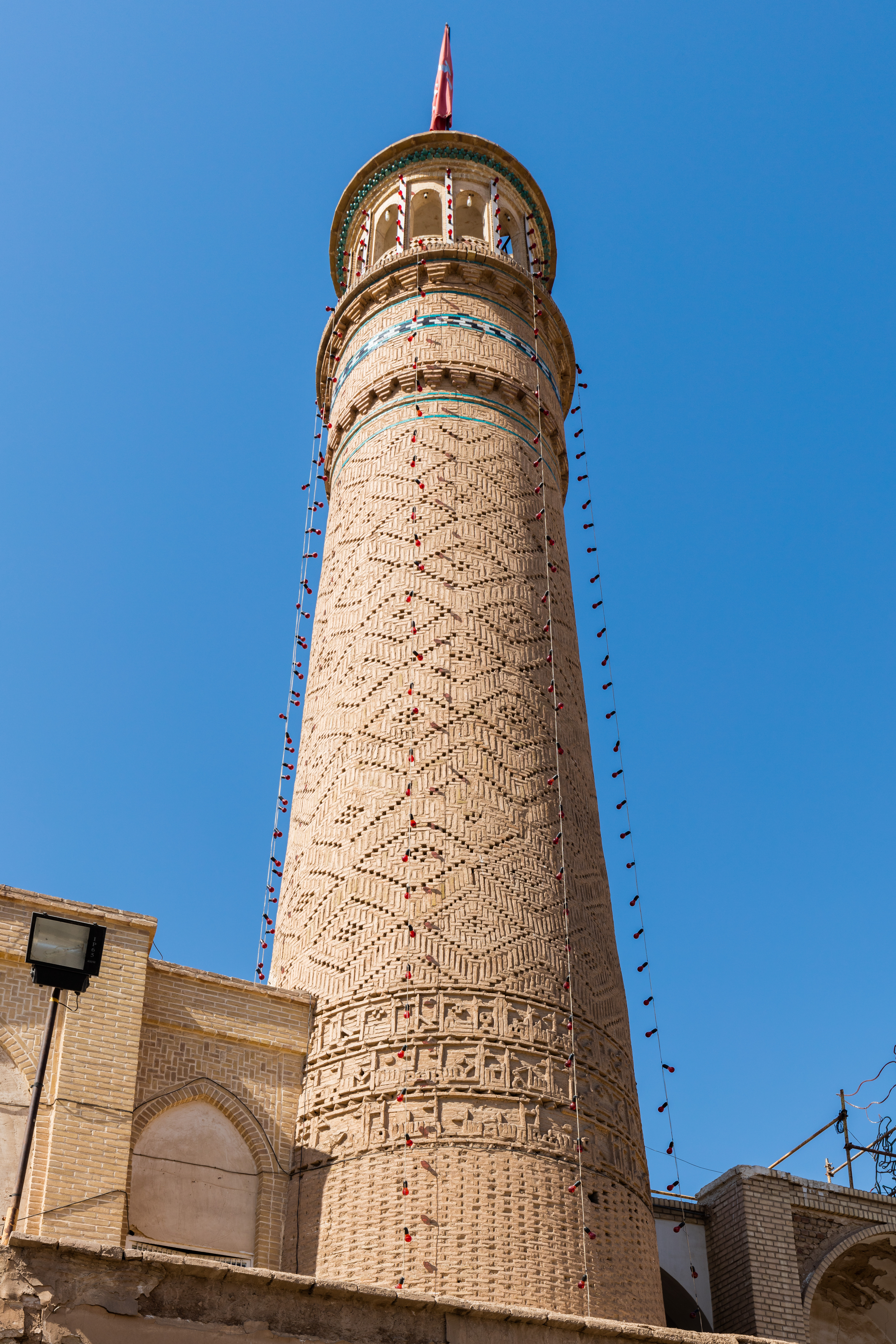
گلدسته مسجد
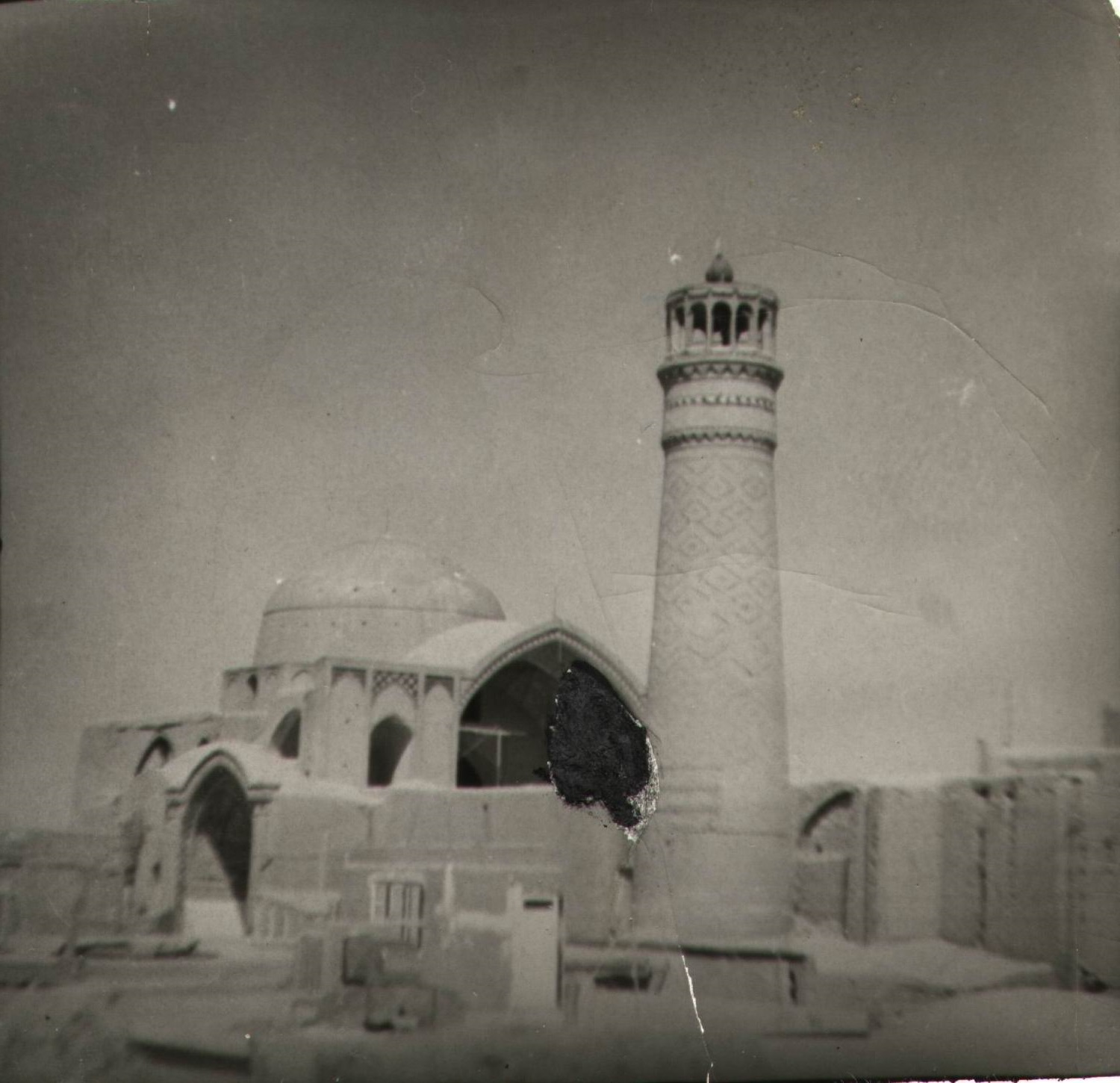
نگاره قدیمی از مسجد جامع کاشان